# Найт, Ричард Пэйн
Найт, Ричард Пэйн (англ. Knight, Richard Payne; 11 февраля 1751, Вормсли Грэйндж, Хэрфордшир, Англия — 23 апреля 1824, Лондон) — английский филолог, нумизмат, этнограф, коннесёр («знаток искусства») и теоретик, член британского парламента. Наследник значительного состояния и замка Крофт в Хэрфордшире. Известен как автор теории живописной красоты (Рicturesque Вeauty) и «фаллической образности» в античном искусстве. Член аристократического клуба «Общество дилетантов». Его младший брат Томас Эндрю Найт (1759—1838) — известный ботаник и садовод.

## Биография
Ричард Пэйн Найт был старшим сыном преподобного Томаса Найта (1697—1764), племянником и наследником богатого фабриканта Ричарда Найта (1693—1765). Ричард Найт Младший имел слабое здоровье, поэтому получил домашнее образование. В 1767 году уехал в Италию, путешествовал по Европе, самостоятельно освоил немецкий, французский, латинский и греческий языки. С ранних лет он посвятил себя изучению античной литературы, памятников древности и мифологии. Большую часть унаследованного состояния тратил на приобретение древностей, особенно на античные монеты, медали и изделия из бронзы. Публиковал статьи по истории античного искусства.
В 1780—1806 годах Найт был членом палаты общин британского парламента. С 1814 года — попечителем Британского музея, которому он завещал свою коллекцию античных бронзовых изделий, монет, камей, мраморных скульптур и зарисовок памятников античности. В 1777 году Найт совершил второе путешествие в Италию вместе с художником Филиппом Хакертом и Чарльзом Гором. Побывал на Сицилии. Найт опубликовал путевой дневник, который произвёл столь сильное впечатление на И. В. Гёте, что тот перевёл его на немецкий язык и издал под названием «Das Tagebuch einer Reise nach Sizilien von Richard Payne Knight» («Дневник одного путешествия на Сицилию Ричарда Пэйна Найта»).
Будучи членом Общества дилетантов, Найт получил признание в качестве «знатока хорошего вкуса». Первой опубликованной работой Найта стало «Сообщение об остатках культа Приапа», к которому было добавлено «Исследование культа Приапа и его связи с мистической теологией древних» (1786). Эти произведения известны под общим названием «Поклонение Приапу» (The Worship of Priapus). Замысел Найта заключался в том, чтобы реабилитировать значение древних фаллических культов и древнего «священного эротизма» в «пуританской иудео-христианской среде» современного ему общества. Это привело к многочисленным нападкам на него как на апологета либерализма. Основное утверждение автора «Поклонения Приапу» заключалось в том, что древний религиозный импульс поклонения «генеративному принципу» был идеально воплощён в античном искусстве посредством «генитальных образов», и что эти образы сохранились в современную эпоху.
Смелость, с которой Найт решил разъяснить табуированную тему, шокировала британскую аристократию, священников и представителей всех религиозных конфессий. После того как на издание обрушилась буря критики, автор был вынужден изъять, насколько это было возможно, отпечатанные экземпляры книги, вследствие чего она стала библиографической редкостью. Многочисленные иллюстрации издания были сделаны с античных монет, медалей, мраморных рельефов и прочих древностей, хранившихся в собрании Найта. Это издание вместе с другой книгой Найта, отпечатанной частным образом: «Символический язык античного искусства и мифологии» (Symbolical Language of Ancient Art and Mythology), как считают исследователи, повлияли на формирование столетие спустя своеобразного маргинального «неоязыческого движения» в Англии.
В 1791 году Найт опубликовал «Аналитическое эссе о греческом алфавите». В 1808 году он частным образом отпечатал пятьдесят экземпляров своей книги, посвящённой Гомеру «Carmina Homerica, Ilias et Odissea». Найт опубликовал также «Classical Museum», «Philological Museum», и «Archaeologia». К литературному наследию Найта принадлежат также три поэтических произведения: «Пейзаж», «Прогресс гражданского общества» и «Роман об Альфреде».
Самым влиятельным произведением Найта стала книга «Аналитическое исследование принципов вкуса» (An Analytical Inquiry into the Principles of Taste, 1805). В этой книге, в частности, Найт стремился прояснить концепцию стиля «пикчуреск» (англ. picturesque, от ит. pittoresco — живописный, картинный), следуя работам Уильяма Гилпина. Взгляды Найта на эстетику «живописного» связаны с работой Эдмунда Бёрка «Философское исследование о происхождении наших идей возвышенного и прекрасного» (1756), в которой, в частности, рассуждается о важности ощущений в понимании отношений «прекрасного» и «живописного».
Для Найта понятие «живописный» является центральным для определения специфики живописи и музыки, которые «адресованы органам зрения и слуха», в то время как поэзия и скульптура апеллируют к «воображению и страстям». Найт утверждал, что художники должны стремиться воспроизводить первичные визуальные ощущения, а не отражать мыслительные процессы, порождающие абстрактные идеи. Скульптура — «бесцветная форма» — порождает в уме идею формы, которую мы должны осмыслить. Литературное искусство, подобно скульптуре, имеет дело с мыслями и эмоциями, хотя и в более сложной форме. Поэтому литература относится к «объединению идей». Найт также демонстрирует приверженность философии сенсуализма, утверждая, что искусства привлекают наши симпатии, и тем самым демонстрируют абсурдность «правил и систем» как в морали, так и в эстетике. Свои эстетические рассуждения он переводит в область социальной психологии и политики. Например, утверждая, что власть тирана не может быть возвышенной, если тиран внушает страх простой прихотью, как Нерон. Но тирания Наполеона может быть возвышенной и прекрасной, поскольку происходит от использования огромных личных способностей. Нерона боялись, но его же и презирали. Наполеона можно ненавидеть, но он внушает благоговение. Так и в искусстве ум испытывает возвышенное, ощущая осуществление собственных сил или сочувствуя усилиям других. Но страх никогда не может породить возвышенное.
Апология ощущений и эмоций в трудах Найта стала частью романтического и викторианского эстетического мышления, равно как и его неприятие противопоставления общественной морали и потребности в чувственном наслаждении. Эстетика Найта, несмотря на ожесточённую критику, оказали влияние на Джона Раскина и его теорию романтической эстетики в применении к живописи Уильяма Тёрнера.
Найт был главным теоретиком и безусловным авторитетом в деятельности английского «Общества дилетантов». Члены общества считали его «оракулом вкуса», до тех пор, пока его авторитет не был разрушен дискуссией о «мраморах лорда Элгина». Найт, вопреки авторитетным мнениям художников, скульпторов и коллекционеров, не распознал в мраморах Парфенона афинского Акрополя — фрагментах скульптур фронтонов и фриза, привезённых в 1807 году в Англию лордом Элгином, — их подлинной ценности. Следуя ошибочной атрибуции, Найт посчитал эти шедевры высокой классики Века Перикла посредственными произведениями позднего времени, эпохи правления римского императора Адриана (117—138). Несмотря на все доводы он упорно стоял на своём. В 1831 году Общество дилетантов, спасая свою репутацию, признало мнение Найта ошибочным, но спустя годы оказалось, что в истории искусства Найт известен прежде всего этой катастрофической ошибкой.
Найт скончался в своём доме в Сохо Сквер, в Лондоне, 23 апреля 1824 года. Похоронен на кладбище церкви Святой Марии в Вормсли. Коллекция, которую он продолжал собирать до самой смерти, была завещана Британскому музею и принята этим учреждением согласно особому постановлению парламента. Её стоимость была оценена в 50 тысяч фунтов.